# 六紅牌
六紅牌，又稱狗兒牌，是流傳於四川樂山沐川等地區的葉子戲。

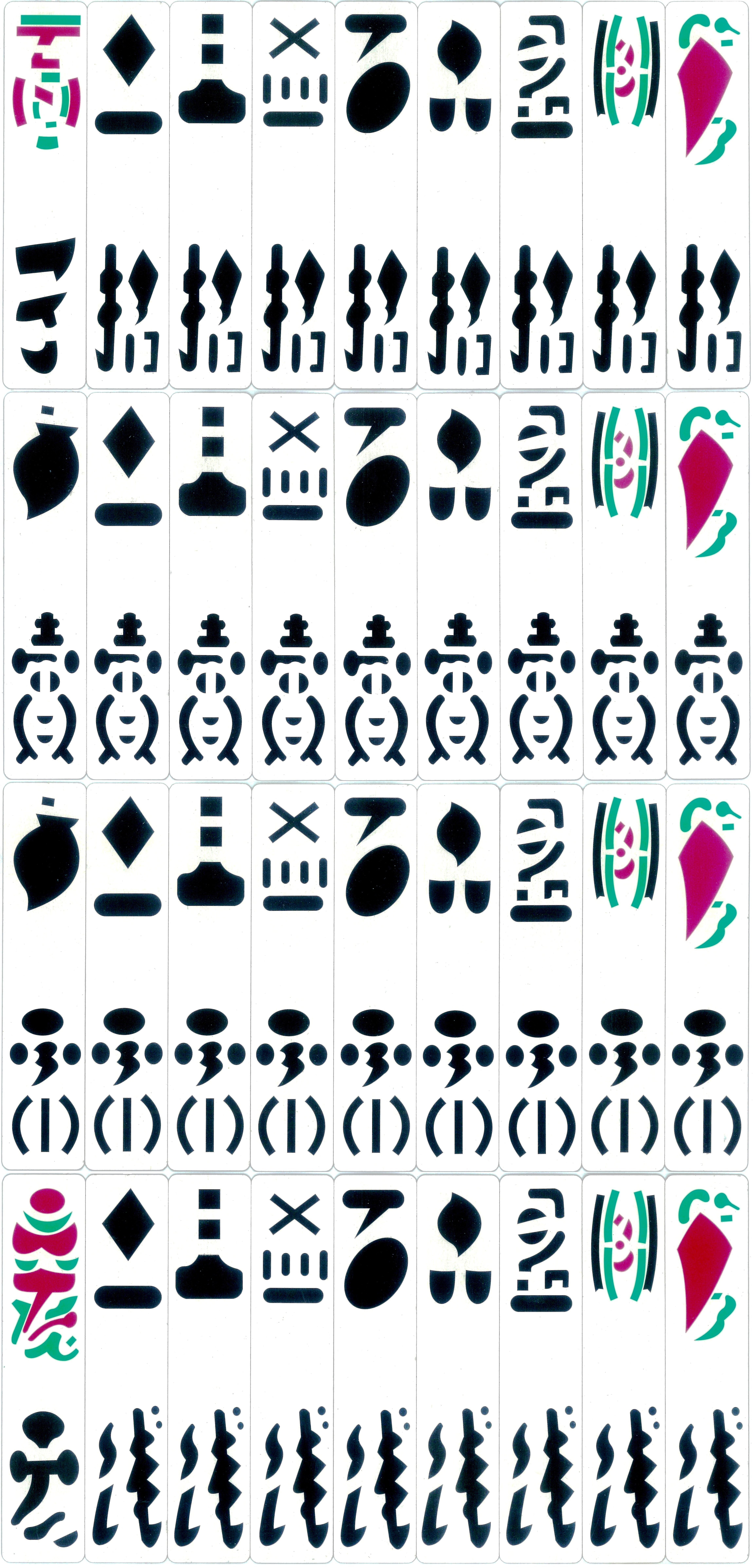
沐川縣的六紅牌

## 牌具
一到九的序數牌，花色有拾、貫、束、毛，每門各一張，共三十六張。其中一拾、一毛、數字九的牌有紅字，故稱六紅，視為大牌。數字八的牌为中间红，两边各绿黑线条，三种颜色构成。

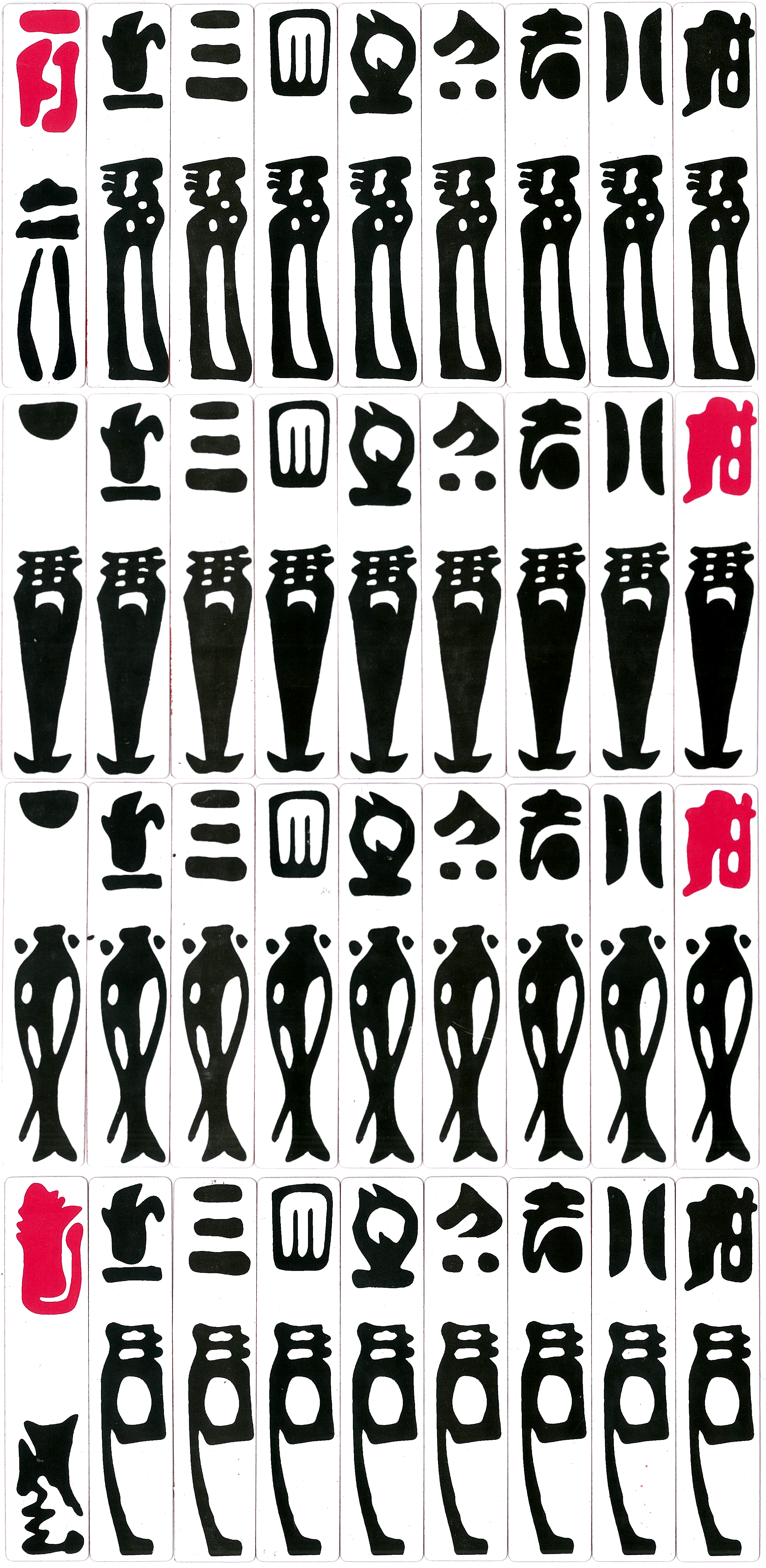
也有牌具只有一拾、一毛、九貫、九束有紅字。

## 牌規
玩法有和牌番、压马鼓（扯馬股）、页页咡、十点半等，也有地方用1到9的撲克牌作牌具玩扯馬股。

### 和牌番
- 三到四人遊戲，四人参与時，一人休息。莊家、第二、第三家分別稱為頭家、杆家、尾家。
- 商量基数大小，以及使用何種計算番數，有和牌番、黑幺定张番（黑坨坨）、四幺定张番、三顶瞟等。
- 輪流出牌，頭家先引牌。每回合玩家選擇以下牌型之一出牌。
- 引牌需出手上最大花色的牌，但不可用數字九作引牌，只可打其它同門的牌。

| 牌型名 | 組合             |
| ------ | ---------------- |
| 抽丁张 | 單張             |
| 横出格 | 三張或四張同數牌 |
| 竖打顺 | 三張同門連牌     |

- 引牌後，兩位玩家需出大過上家的同牌型，先比花色大小，拾＞貫＞束＞毛，同門則比數字大，大牌者下回合作引牌。無可贏得上家牌，墊任何牌。
- 出完後，結算各方牌值。
  - 和牌番，六张为素和，或稱读符，為一分的基數。七张翻一番、九张两番、十张三番、十一张四番、十二张五番。
  - 黑幺定张番，一贯、一束稱為定张，當贏得七张以上，有一定张翻一番、两张定张翻两番，以此類推。四幺定张番則是數字一皆為定张。[1]

### 压马鼓
- 二到四人遊戲，每人發五张牌比牌型與大小，並下注。
  - 三张牌相加为十点或廿点，稱為有凑。
  - 三张牌相加为十点，另外两张牌和為十点，稱为马鼓。
  - 三张牌相加为十点，另外两张牌和都是五點，稱為銅錘。
  - 五張牌为二、三、四、五、六，稱為小順馬。
  - 五張牌为五、六、七、八、九，稱為大順馬。
  - 五張牌相加為十點，稱為十馬。
  - 五張牌有四張相同，稱為四條。
  - 無以上牌形，稱為無湊。
- 牌型较大一方胜：有凑<马股<铜锤<小顺马<大顺马<十马<四条，賠注分別是1、2、4、5、6、8、10倍。同為有凑，另外兩張和较大者胜；同無凑，五張和较大者胜。有凑或無凑若同点庄家胜；其餘其他牌型情况下闲家胜。[1][2][3]

### 页页咡
- 又称对对和，指连页相同数的牌。三至四人遊戲，出牌除单张外，其余二至四张按相同数字出牌，先出完牌为勝，每比人多一张算一分，剩牌者按张数算输分。[1]

### 十点半
- 類似二十一點，一束、一贯各为十点，紅字的九各为半点，其余按牌的数字算。庄家发牌，先发别人后发自己，超出十点胀死为输，无人要牌后，庄家与其余各家比大小，大为赢。[1]

## 外部連結
- 视频: 乐山市沐川县男女老少皆宜的棋牌娱乐品种：“六红牌”。 （页面存档备份，存于）